# Berlins stadsmur

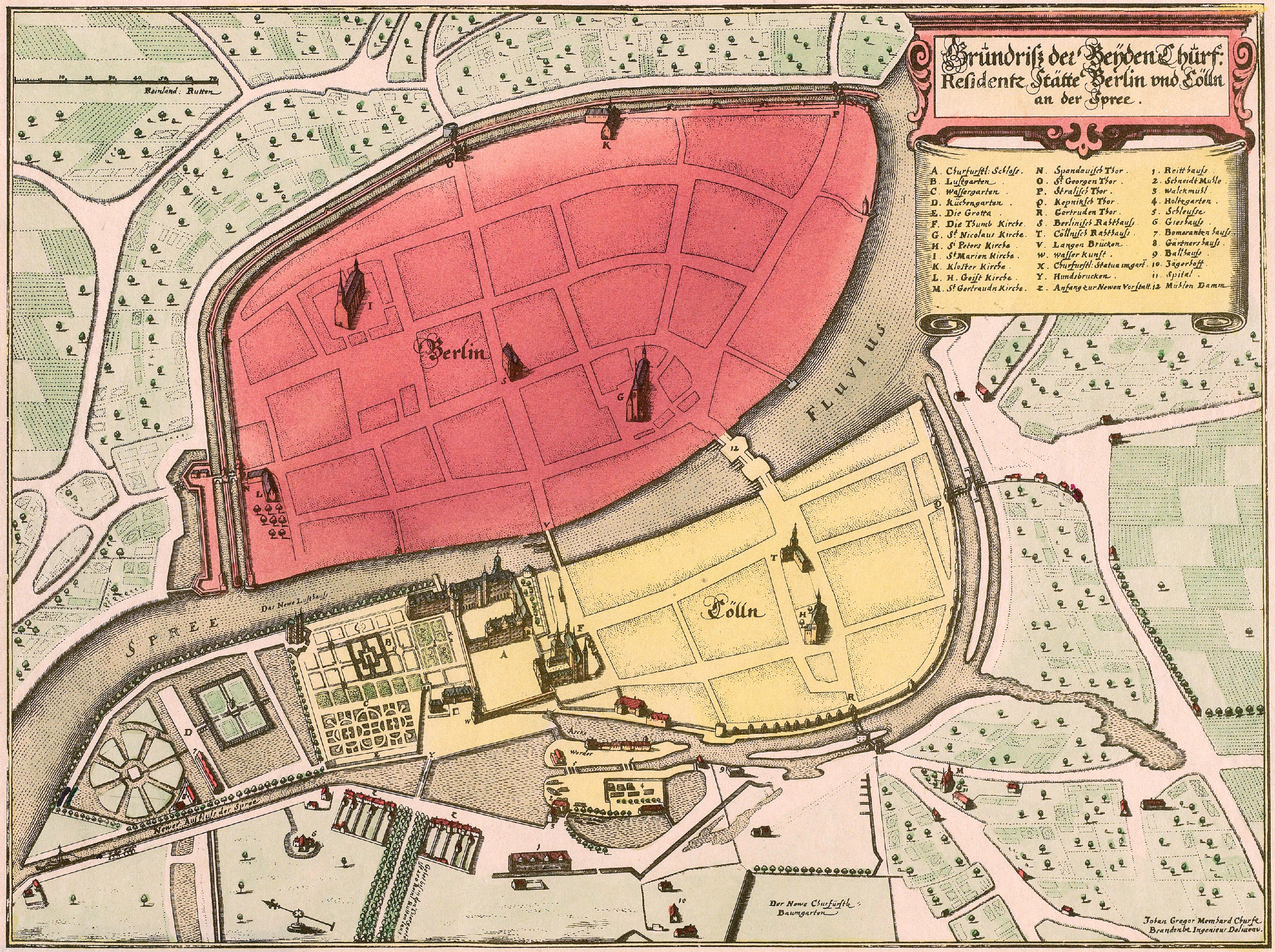
Stadsmuren inritad på Johann Gregor Memhardts stadsplan från 1652, med det medeltida Berlin i rött och Cölln i gult. Norr är till vänster i bilden.

Berlins stadsmur, tyska: Berliner Stadtmauer, är beteckningen på den medeltida ringmur som omgärdade Berlin och systerstaden Cölln.

## Sträckning
Stadsmuren löpte öster om Spree och norrut längs västsidan av nuvarande Waisenstrasse, längs den nuvarande järnvägsviadukten för Berlins stadsbana fram till Burgstrasse.
På den västra Cölln-sidan av Spree följde stadsmuren Spreekanals sträckning norrut till Schleusenbrücke vid Kupfergraben. Därifrån löpte muren tillbaka österut till Spree. Det sistnämnda avsnittet vid Spree kom redan under den tidiga renässansen att ersättas med Berlins stadsslott.

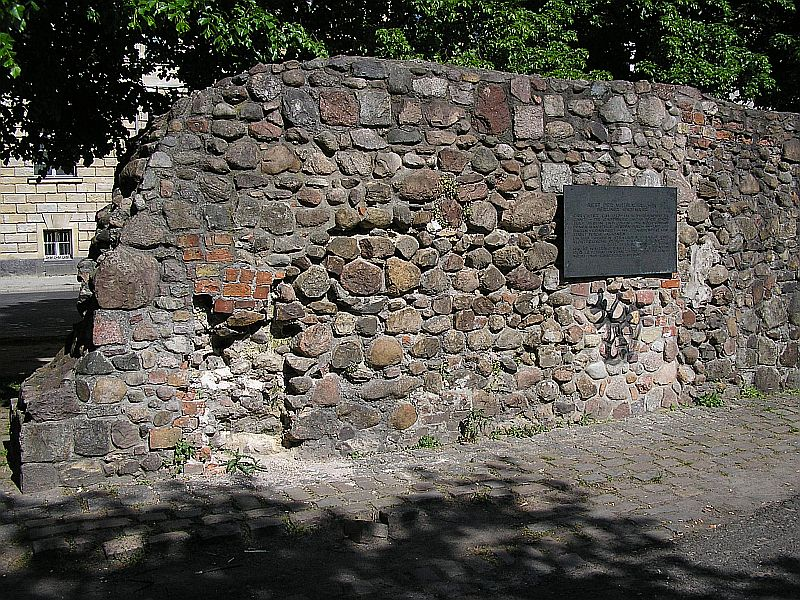
Murrester vid Littenstrasse.

Den enda återstående delen av muren idag står i det smala kvarteret mellan Littenstrasse och Waisenstrasse. Dessa rester lämnades stående vid murens rivning på 1600-talet då muren här samtidigt tjänade som ytterväggar för byggnader vid gatan. Murresterna frilades i samband med röjningen efter andra världskrigets bombskador och räddades 1948 undan rivning som statligt byggnadsminnesmärke.

## Historia
Under slutet av 1100-talet och början av 1200-talet när dubbelstäderna Berlin och Cölln uppstod omgavs de av provisoriska vallar, palisader och vallgravar som skydd mot angrepp. Omkring år 1250 påbörjades en befäst stenmur, upp till två meter hög. Mellan städerna utgjorde Spree gräns och här fanns inga murar.
Under slutet av 1200-talet utökades den första muren med tegel och byggdes upp till fem meter hög. Som försvarsanordningar fanns skottgluggar med oregelbundna inbördes avstånd, torn och befästa byggnader. Under 1400-talet anlades två omkring 15 meter breda vallgravar kring muren, skilda från varandra av en upp till tio meter bred jordvall.
Stadsmuren kom med tiden att förfalla och revs under mitten av 1600-talet. Den ersattes av en renässansfästningsanläggning med flera bastioner, som även utökade stadens område.
Stadsmuren hade tre portar öster om Spree:
- i norr Spandauer Tor vid nuvarande Spandauer Strasses norra ände.
- i nordost Oderberger Tor eller "Georgentor", under 1700-talet och 1800-talet känd som Königstor, vid nuvarande Rathausstrasses korsning med stadsbanan.
- i sydost Stralauer Tor där Stralauer Strasse korsar Waisenstrasse.

På Cölln-sidan fanns:
- i söder Köpenicker Tor, vid norra änden av Neue Rossstrasse
- i sydsydväst Gertraudentor vid Gertraudenbrücke.

Efter att Friedrichswerder anlagts kom här två ytterligare portar att anläggas; Neues Tor vid nuvarande Neue Wache, samt 1683 Leipziger Tor mellan Gertraudentor och Neues Tor.